# 环境、社会和公司治理
環境、社會和公司治理（英語：Environmental, social, and governance，簡稱ESG）是投資人、企業和組織進行投資時應予考慮的一系列問題，這些問題包括環境問題、社會問題和公司治理。
ESG這一簡稱首次在2004年一份名為《在乎者最終成贏家（Who Cares Wins）》的報告中被使用，此報告是許多金融機構應聯合國邀請而聯合發起的倡議。ESG運動在不到20年的時間裡已從聯合國發起的一項企業社會責任（CSR）倡議而發展成一全球現象，涉及的資產超過30兆美元。根據美國金融服務業晨星公司的數據，單在2019年就有176.7億美元的資本投入ESG相關產品，較2015年成長近525%。晨星公司提起美國ESG證券共同基金於2022年所引入的資本達31億美元，而非ESG基金則在當年股市下跌期間流出3,700億美元。
批評者聲稱與ESG相關產品沒有、也不太可能會讓污染企業的成本升高，並指責其為一種漂綠運動。

## 歷史
投資決策主要是根據財務回報潛力而制定。然而決定把錢放在何處仍有許多其他標準依循 ，例如政治考慮或是什一奉獻等等。
全世界在1970年代對南非種族隔離政權的憎惡而導致甚為著名的選擇性撤資案例。為呼應日益增長的制裁呼籲，美國通用汽車公司董事會成員萊昂·蘇利文牧師於1977年制定與南非開展業務的行為準則。這項蘇利文原則引起極大關注，美國政府因此委託撰寫幾份報告來調查有多少美國公司投資南非，卻違反蘇利文原則的。報告的結論造成美國投資者從許多南非公司大規模撤資。南非商界因此向其政府施加壓力，大幅將廢除種族隔離制度的動力推升。
美國經濟學家彌爾頓·傅利曼在1960年代和1970年代對盛行的博愛精神情緒直接回應，認為社會責任會對企業的財務績效產生不利影響，而"大政府"的監管和干預終究會損害宏觀經濟。他認為公司或資產的估值應該幾近完全根據財務底線（社會責任所產生的成本被認為並非必要），此一論點在20世紀的大部分時間裡均頗盛行（參見傅利曼主義）。但到20世紀末，與其對立的理論開始流行。 芝加哥大學教授詹姆斯·S·科爾曼於1988年在《美國社會學期刊》上發表一篇題為《創造人力資本中的社會資本（Social Capital in the Creation of Human Capital）》的文章，挑戰經濟學中佔主導地位的"自利"概念，並於價值衡量中引入社會資本的概念。
而環保組織也同時施加一種新形壓力：利用群體的資金槓桿力量，促使公司和資本市場將環境和社會挑戰納入日常決策中。
雖然選擇投資於具社會責任的企業並非一新的概念，但資本市場的需求方長期以來一直無法提供如此的投資機會，而到21世紀之交才開始發展出對此的回應。投資市場開始出現適合盡責投資者所需的投資商品。 商業諮詢公司SustainAbility的聯合創始人約翰·埃爾金頓出版《使用刀叉的食人族：21世紀商業的三重底線(Cannibals with Forks: the Triple Bottom Line of 21st Century Business )》，指出新出現的一系列非財務考慮因素應納入作為公司或股權價值的衡量因素。他所說的"三重底線"，指的是新工具中所包含的金融、環境和社會因素。與此同時，環境部門和金融部門之間的嚴格劃分開始瓦解。 克里斯·耶茨-史密斯(Chris Yates-Smith) 於2002年在倫敦市協助創立該市首個環境金融研究小組。這個由金融領袖、城市律師和環境管理者（非政府組織）的圈子被稱為"良性循環"（The Virtuous Circle，英文諺語，用來描述一種正向的反饋迴路，此迴路中，一個事件的結果會導致另一個事件，而這個結果又會反過來強化第一個事件），其宗旨是研究環境和社會標準與財務績效之間的相關性。全球多家大型銀行和投資公司開始透過提供賣方服務來應對世人對ESG投資市場升高的興趣。其中最早如此做的機構包括巴西聯合銀行和木星資產管理公司，木星資產管理公司於2001年曾由分析師Mike Tyrell根據ESG的研究為匯豐銀行和花旗銀行提供選擇性投資服務。
在21世紀之初，投資市場的大部分仍抱持既有的假設，即道德導向的投資本質上可能會降低財務回報。博愛事業並不被認為是一項高利潤的業務，傅利曼為以下論點提供廣泛接受的學術基礎：以道德盡責方式的行事成本將超過收益。但之後這些假設開始受到根本性的挑戰。 兩位記者 - 羅伯特·李維林(Robert Levering) 和米爾頓·莫斯科維茨(Milton Moskowitz) 於1998年推出文章"《財星》美國百大最佳雇主"，最初是在《財星》雜誌上刊出，後來又出版一本書，彙編美國於企業社會責任以及其中財務表現最佳的公司名單。在ESG的三個關注領域中，環境和社會兩項受到大多數公眾和媒體的關注，尤其是因為人們對氣候變化的擔憂日益升高的緣故。
莫斯科維茨將盡責投資的公司治理面向作為焦點。他的分析涉及公司的管理方式、股東關係以及員工受到的對待。他認為改善公司治理程序並不會損害財務表現，反而能最大限度提高生產力，保證企業效率，並能因此引進和運用優秀人才。在2000年代初期，受莫斯科維茨點名的公司因表現優異、招募員工便利和品牌聲譽，開始挑戰ESG因素會影響公司財務影響的刻板假設。於2011年，時任賓州大學華頓商學院的金融學教授亞歷克斯·埃德曼斯在《金融經濟學雜誌》上發表一篇論文，顯示"100家最適合工作的公司"於1984年至2009年期間的股票回報率每年比同儕高出2-3%。其獲利系統性地超出分析師的預期。
聯合國環境署金融倡議組織於2005年委託國際性富而德律師事務所撰寫一份關於投資者和ESG問題的法律解釋報告。 富而德報告的結論是投資公司不僅可將ESG議題納入投資分析，且可說這樣做是其信託義務的一部分。英格蘭和威爾斯法律委員會於2005年確認退休金受託人和其他人在做出投資決策時，將ESG因素列入考慮並不存在任何障礙。
傅利曼把在金融實務納入ESG因素會降低財務績效的論點提供學術上的支持，但在21世紀初期開始出現的大量報告則支持相反的論點。於牛津大學任教的邁克爾·巴尼特（Michael Barnett）和於紐約大學任教的羅伯特·所羅門（Robert Salomon）於2006年發表一項頗具影響力的研究報告，結論是爭論的雙方甚至可能是互補的 - 他們提出社會責任與財務績效之間的關係，選擇性投資實務和非選擇性投資實務都可將投資組合的財務績效最大化，而唯一可能會損害績效的途徑是既不進行選擇性投資實務，又不進行非選擇性投資實務。除那些對ESG議題感興趣的大型投資公司和銀行之外，金融界也開始湧現一批專門從事盡責投資和根據ESG投資組合的投資公司。
許多投資界人士認為ESG因素作為投資分析的考慮因素為不可避免。越來越多的證據顯示考慮ESG問題與財務績效之間的關係，信託責任與對投資永續性的廣泛認識相結合，代表環境、社會和公司治理問題變得越來越重要。ESG不再是博愛精神的問題，而是具有實用性。
關於如何稱呼這種將無形的永續性和道德影響因素容納在內的投資，一直存在不確定性和爭論。所用的名稱範圍廣泛，從早期的流行字眼如"綠色"和"生態"，到對投資類型的各種描述 - "盡責投資"、"社會盡責投資(SRI)"、"道德投資" 、"特殊金融"、"長期投資(LHI)"、"可持續發展業務"、"企業健康投資"、"非傳統投資"等。但迄今ESG這一名詞被已廣泛接受，具主導地位。安盛集團下屬的資產管理公司Axa Investment Managers和印度市場調查公司AQ Research於2008年對350名全球投資專業人士進行的調查，結論是絕大多數受訪者較喜歡使用ESG來描述此類活動。
2016年1月，聯合國盡責投資原則組織（簡稱UNPRI，或PRI）、聯合國環境署金融倡議組織（UNEP FI） 和慈善信託The Generation Foundation啟動一為期三年的項目，以終結關於在投資活動和決策中整合有環境、社會和治理問題的信託義務是否會構成法律障礙的爭論。
在此之前，PRI、UNEP FI、聯合國環境調查機構（UNEP Inquiry） 和聯合國全球契約組織（UN Global Compact） 於2015年9月發布《21世紀的信託責任（Fiduciary Duty in the 21st Century）》。這份報告的結論是，"未能考慮所有長期投資價值驅動因素，包括ESG問題，是信託責任未盡其責"。報告承認雖然已有重大進展，但許多投資者尚未將ESG議題完整納入其投資決策過程中。 迄2021年，已有多個組織致力讓ESG合規性成為一個更易理解的流程，以便在評級機構之間、產業之間和跨司法管轄區之間建立標準。其中包括像Workiva（軟體即服務公司）這類從技術工具角度出發的公司、氣候相關財務揭露工作小組 (TCFD) 等機構在某些行業中制定共同主題、以及歐盟永續財務揭露法規 ( Sustainable Finance Disclosure Regulation，SFDR) 等政府法規。
貝萊德、富達投資和法國安聯投資管理等資產管理公司在COVID-19大流行期間，向其持有大量股份的製藥公司施加壓力，要求它們之間相互合作。
美國大型基金管理公司先鋒領航集團於2023年刻意與ESG投資保持距離，因為其執行長表示這不符合對其投資者的信託義務。該集團在任何五年期間，只有不到七分之一的活躍股票經理人的表現優於大盤，且其中無人完全遵循投資於淨零排放產業的做法。

## 具有ESG標準投資的興起
在《巴黎協定》（2015年） 或聯合國永續發展目標（由2016年持續到2030年）的推動下，透過ESG進行盡責投資已在全球進入黃金時代。
ESG因素和評級已在金融領域佔有一席之地。於2021年，ESG資產的投資價值已超過18.4兆美元，預計到2026年將會再成長12.9%。
歐盟在永續基金市場上處於領先地位，於全球的佔比達到84%。此外，歐盟的ESG投資市場也是最先進、最多元化的。美國雖緊隨其後，但到2023年9月，於全球永續基金市場的佔比僅為11%。
|                  | 流入      | 資產      | 資產 | 基金  | 基金 |
| 區域             | 美元 十億 | 美元 十億 | %    | #     | %    |
| 歐洲             | 15.3      | 2.293     | 84   | 5.608 | 73   |
| 美國             | -2.7      | 299       | 11   | 661   | 9    |
| 亞洲（不含日本） | 2.0       | 67        | 2    | 539   | 7    |
| 澳大利亞/紐西蘭  | 0.0       | 31        | 1    | 268   | 4    |
| 日本             | -0.9      | 23        | 1    | 236   | 3    |
| 加拿大           | -0.1      | 31        | 1    | 336   | 4    |
| 總計             | 13.7      | 2.744     |      | 7.648 |      |

值得注意的是由於漂綠指控和更嚴格的監管，名稱中包含ESG相關用語的基金數目顯著減少。越來越多的美國基金從其名稱中刪除與ESG的相關用語，但這種現象在歐洲並未出現。

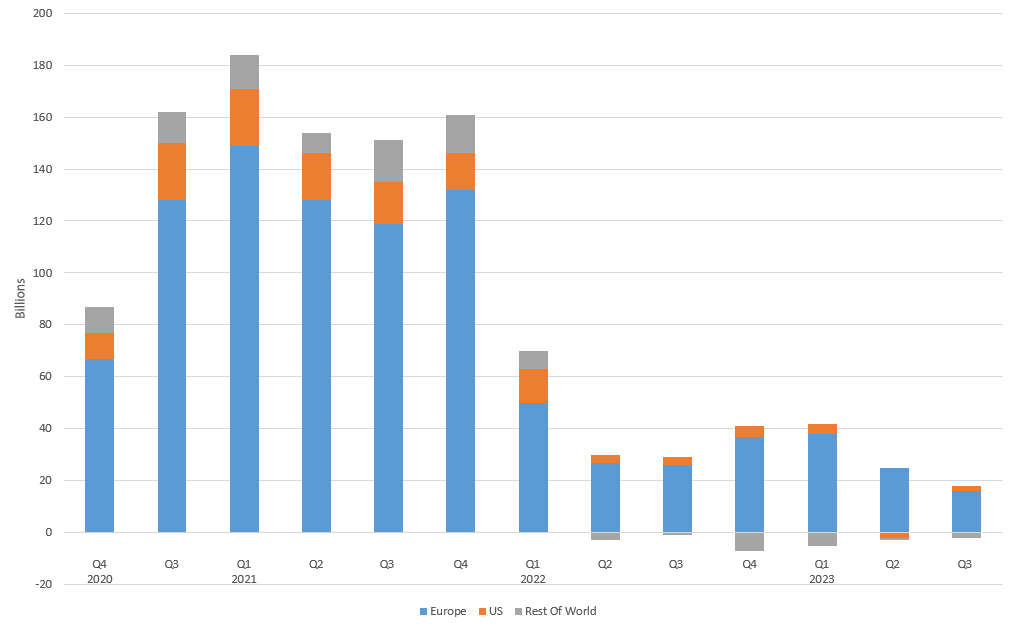
自2020年起，世界各地在永續基金投資的按季流入/流出變化（單位：美元十億）。

有幾項研究顯示永續投資正在增加。劍橋大學對永續投資的定義是其涉及選擇被認為永續或是能長期持續的資產來建立投資組合。但也可被視為將會不利於長期環境和社會永續性的資產排除於投資之外的決策。
制定ESG標準是為滿足全球對更為永續和對社會盡責投資的需求增長。這些標準自1960年制定以來已歷經逐步演化，是全球體認到永續性和社會責任具重要性的結果，因此很難確定哪些國家率先制定這類標準。但某些國家或地區在推動ESG標準方面尤為積極。例如北歐五國中的丹麥、瑞典、挪威，以及荷蘭等國是將ESG標準納入投資和公司治理政策的先驅。同樣的，這些北歐國家如今在許多國際ESG標準評估中往往有相對較高的評分。
此外，於2007年至2016年間，將ESG標準納入的傳統基金數量從260個增加到1,000餘個。納入ESG標準的投資數量據稱在2019年至2022年間翻了一倍。另一項研究還稱具有ESG承諾的基金在此三年裡翻了一倍，從3%的佔比增加到5%。一項研究顯示在2012年至2020年間，全球永續投資資產價值從13.6兆美元增長至35.3兆美元。表明ESG合規基金的成長符合投資者對永續投資日益增長的興趣。

#### 利害相關者
就利害相關者而言，值得注意的是並非所有世代和國家都受同樣的影響。首先是全球不同地區的企業在投資中處置ESG問題的意願和能力有顯著差異。各種調查的結果似乎也證實有這些差異，歐洲、中東、非洲 (三者合稱EMEA) 和亞太地區的趨勢較北美洲更為積極。事實上，亞太地區和歐洲、中東和非洲（EMEA）的受訪者中，有很高比例會考慮ESG問題（前者78%，後者74%），而北美地區的受訪者中只有較少的受訪者重視這些問題（59%）。於2013年發表的研究報告中的ESG排名，名列前茅的完全是"北歐國家"，芬蘭位居第一，瑞典位居第二，冰島位居第三。這些區域差異可能會隨著時間的演進而變化，但造成這些差異的根本原因尚不完全清楚。例如在已開發市場和存在嚴格監管的國家，投資者可能會認為某些ESG問題已經由法規而得到解決，而會對這些主題具有較低的敏感性。
然而比較一個區域與另一區域的ESG評級並不是件容易的事，尤其針對的是全球市場。公司評級的差異，特別是歐洲（排名最高）和北美洲（排名最差）之間的差異，可能反映的是報告的品質，而非ESG措施本身的品質。.不同地區對揭露的要求差異很大，歐洲的一些具有約束力的法規（例如針對員工超過500名的公司應發佈的"非財務報表"部分）可能會對該地區的ESG評級產生有效的影響。同時，歐洲投資者對ESG投資具有更大興趣，也會推動此一趨勢。
新的世代，尤其是Y世代和Z世代，對ESG投資表現出越來越濃厚的興趣，他們透過喜愛具有永續做法、尊重人權、促進多樣性和致力於為社會採取行動的公司，將本身的價值觀與投資選擇結合。事實上，根據一項於2021年所做的調查，大約三分之一的Y世代經常或只考慮符合ESG標準的投資，而Z世代、X世代和嬰兒潮世代的比例各為19%、16%和2%。
雖然一些群體表現出日益濃厚的興趣，但認識到不同世代之間觀點和優先事項的多樣性也很重要。過度關注最活躍的世代可能會掩蓋其他地方的已有進展或不足，這也強調需對ESG投資影響進行更加平衡和細緻的評估。

#### 公司
實施ESG的做法因行業而異。工業、資訊科技、非必要消費品和材料等產業是對ESG實務最感興趣的產業（見圖2）。對於不同的產業，環境、社會和治理因素的相對重要性權重會有不同。而各種權重可能會隨時間而改變。例如根據研究人員Nagy等人的研究報告（2020年），治理因素的權重顯著增長，從2007年的19%上升到2019年的27%，再到2020年的31%。總體上，明晟公司（MSCI）的研究顯示：環境支柱的平均權重為30%，社會因素佔39%，治理因素佔31%。

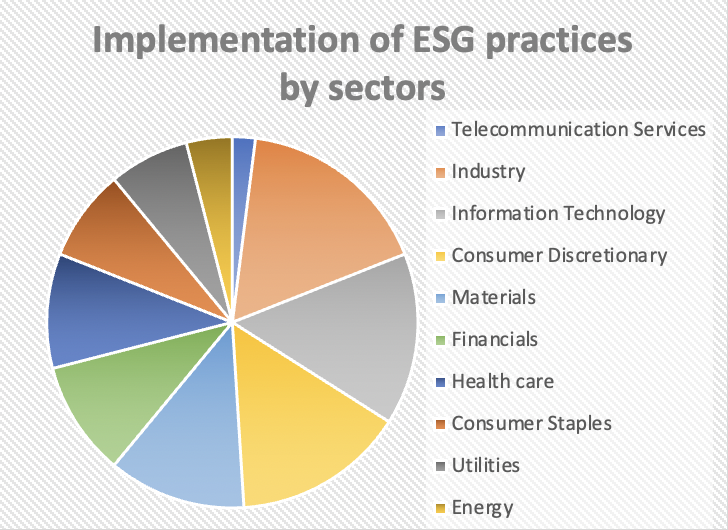
圖2，市場中不同區塊採行ESG實踐的佔比。

ESG工具可能表現出的另一偏差是較大的公司通常會較中小型企業 (SME)具有更高的ESG分數。永續發展報告是自我聲明，且未經審計，會讓公司盡可能以最佳的方式呈現。此外，有些研究顯示其中存在重大數據遺漏、不準確的數字和毫無根據的說法。
大企業和SME績效之間存在的差距可有多種解釋。研究顯示提供更生動資訊的公司往往會獲得更高的ESG評分，即使它們以往在ESG的做法較不足或具有較高的整體ESG風險。這些公司的最佳評級可能與其強化的ESG遵循度有關，或者因為他們使用更多資源來製作非財務報告。例如大型製藥公司必治妥施貴寶即使在近期陷入爭議，仍持有較高的ESG評級。相較之下，雖然小型製藥公司Phibro Animal Health做出承諾並遵守ESG標準，但得分仍較低。

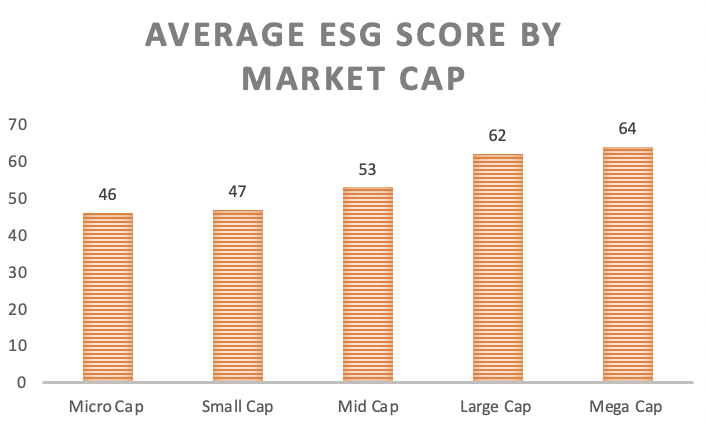
不同規模公司（依市值劃分）計算的平均ESG評分

## 維度
ESG已被整個美國金融業採用以描述和衡量公司或企業的永續性和社會影響。全球ESG評級機構MSCI將ESG投資定義為在投資決策過程中除考慮財務因素之外，也考慮環境、社會和治理因素。同樣的，標準普爾強調在評估機會與風險時加入環境、社會和治理的考慮，會對公司業績產生重大影響。
1. 環境面：報告有關氣候變化、溫室氣體排放、生物多樣性喪失、森林砍伐/林地復育、減輕污染、能源效率和水資源管理數據。
2. 社會面：報告有關員工安全和健康、工作條件、多元共融以及衝突和人道主義危機數據，[48]並透過提高（或破壞）客戶滿意度（英语：Customer satisfaction）與員工投入度（英语：emplyee engagement）的結果直接評估風險和回報。
3. 治理面：報告有關公司治理的數據，例如防止賄賂、反腐敗、董事會多元化、高階主管薪酬（英语：Executive compensation）、電腦安全和隱私保護以及管理結構。

| 種類       | 因素                         | 導致 ESG風險評級結果 |
| ---------- | ---------------------------- | -------------------- |
| 環境 43.3% | 碳 - 自身使用                | 19.2%                |
| 環境 43.3% | 使用資源                     | 10.3%                |
| 環境 43.3% | 溫室氣體排放、流出水及廢棄物 | 7.1%                 |
| 環境 43.3% | 產品與服務的 環境影響        | 6.7%                 |
| 社會 34.1% | 人權                         | 22.8%                |
| 社會 34.1% | 職業安全健康                 | 7.5%                 |
| 社會 34.1% | 社區關係                     | 3.8%                 |
| 治理 22.6% | 公司治理                     | 11.9%                |
| 治理 22.6% | 商業倫理                     | 6.7%                 |
| 治理 22.6% | 人力資本                     | 4.0%                 |

### 環境維度
全球對氣候變化的威脅和對其擔憂都在升高，因此投資者可能會將永續性議題納入投資選擇中。前述問題通常屬於外部性，公司運作和收入不僅會受到市場機制的影響，也會受到外部性影響。此與ESG的所有領域相同，受到關注的範圍很廣（例如溫室氣體排放、生物多樣性、廢棄物管理、水資源管理）。一些主要領域如下列：

#### 氣候危機
提供全球氣候變化趨勢數據的研究機構已導致一些投資者（退休基金、保險準備金）開始根據對氣候變化影響的因素來篩選投資。依賴化石燃料的產業會有較小的吸引力。在英國，投資政策尤其受到2006年《斯特恩報告》（受英國政府委託，對氣候變化相關議題進行經濟分析）結論的影響。結論指出有必要在所有財務計算中將氣候變化和環境問題列入考慮，且儘早採取應對氣候化行動，所產生的好處將超過花費的成本。

#### 環境永續性
在從資源枯竭到工業所依賴的原材料於未來會日漸減少的爭論中，公司產品或服務的過時問題正成為公司價值的核心。投資者會普遍採納更為長期的觀點。

### 社會維度

#### 多樣性
人們更為相信人才庫越開放，雇主找到最適任者的機會就越大。創新和敏捷性被視為多樣性所具的巨大優點，人們越來越意識到"多元的力量（The power of difference）"。然而僅實施強制性多元化培訓並不足以讓公司為目標群體提供機會。研究發現公司越有意識去整合工作團隊，對多元化的員工團隊就會越開放。美國軍隊是種族和性別和諧共處的典型範例。

#### 消費者保護
直到最近，買者自負（買方自行承擔風險）仍是商業和貿易的主導原則。但近年來已有日漸增多的人認為消費者有權獲得一定程度的保護，而損害賠償訴訟的大幅增長表示消費者保護是尋求限制公司風險和審查公司風險的人，與打算作為投資標公司資格的核心考慮因素。美國次貸危機造成的市場崩潰，引發越來越多反對掠奪性貸款的運動也成為一個重要的關注領域。

#### 動物福利
動物福利問題涉及透過動物測試產品或是成分、為測試而飼養、展示動物或集約化飼養。

#### 保守派提案
在非營利組織As You Sow於2021年記錄的435項ESG股東提案中，有22項被該組織歸類屬於保守派。美國保守派智庫國家公共政策研究中心已要求7家公司準備一份關於企業圓桌會議 （BRT）公司宗旨聲明的報告。通常保守派的ESG股東提案更關注企業透明度、企業宗旨、慈善捐款和董事會提名人意識形態多樣性的報告，而非傳統ESG議題中的環境和社會問題。

### 公司治理維度
公司治理是指導和控制公司的結構和流程，讓公司對投資者更加盡責和具透明度，並提供回應利害相關者擔憂事項的工具。
從董事會的角度來看，ESG公司治理的視角關注執行長、最高管理階層和廣大員工的企業行為，包括衡量商業道德、反競爭行為、腐敗、稅務以及為利益相關者提供會計透明度。
MSCI將公司行為實務和董事會多元化、高階主管薪酬、所有權和控制權的治理以及董事會必須代表利害相關者進行監督的會計放在治理方面。其他該注意事項包括報告和透明度、商業道德、董事會監督、執行長/董事會主席由不同人擔任、股東提名董事會候選人的權利、股票回購以及影響選舉的黑錢。

#### 管理結構
構成公司管理結構的內部程序和控制系統對於決定公司的股權價值有絕大的影響力。.人們在近年的注意力集中在執行長和董事會之間的權力平衡，特別是歐洲模式和美國模式之間的差異 - 研究發現80%的美國公司都是執行長與董事會主席同為一人，而在英國和歐洲的公司中，90%的最大公司中的執行長和董事會主席分由不同的人擔任。

#### 員工關係
在美國，莫斯科維茨的《財星》美國百大最佳雇主名單不僅成為求職者的重要工具，各公司也開始競相爭取入榜，因為此不僅有助於招募到最優秀的員工，它似乎也對公司價值產生顯著的影響。員工關係也涉及工作者在公司決策中的代表權以及參與工會的能力。

#### 高階主管薪酬
公司現在被要求列出支付獎金的水平，而名列薪酬最高的高階主管，其待遇正受到股東和股權投資者的密切關注。

#### 員工薪資
除高階主管薪酬之外，其餘員工的公平薪酬也是組織治理的考慮因素。包括不同性別員工的公平薪資。各種法規可能會要求進行薪酬公平審計，並且在某些情況下，可能會向公眾提供審核結果。 研究人員Hermann J. Stern將ESG績效納入員工薪資的方法區分為四種：
1. ESG目標（公司設定的活動、專案和ESG結果）
2. ESG相對績效衡量（根據公司認為相關的關鍵數據與同儕相比）
3. ES評等機構（路孚特、Trucost（英语：Trucost）、RobecoSam（英语：RobecoSam）、Sustainalytics、ISS ESG、MSCI ESG、Vigeo Eiris（穆迪下屬公司）、EcoVadis、Minerva Analytics等）[67]
4. ESG績效評估（根據內部和外部可用的客觀和主觀事實，透過專家意見進行內部或獨立評估）

### 現實世界的ESG成就
由於環境、社會和治理標準日漸融入投資決策，引發一系列圍繞其真正影響力和相關性的神話和先入為主的看法。這些在金融界普遍存在的誤解往往將永續價值投資造成影響的現實給掩蓋。
受到財務價值和道德價值引導的投資者現正將ESG考量納入其決策中。這種轉變不僅是根據價值選股的演變，也是投資典範的深刻轉變。然而這一進展遇到持續存在的誤解。
美國和歐洲在過去十年於ESG投資大幅增加。但由於多種原因，將真正的ESG影響予以量化卻很棘手。雖然各式文獻給予ESG關注，但理論與現實之間確實存在差距。投資方式變化所產生的實際影響很難量化，因為有些變數屬於定性，而非屬於定量。其次是ESG的評級機構並未使用相同的指標，導致產生不同的結果。然而整體而言，ESG得分高的公司的利潤會高於得分低的。

#### 社會支柱
社會支柱涵蓋企業與員工，以及當地社區/消費者的關係，聚焦於人權、隱私政策、工作條件和惠及弱勢群體的倡議等方面。研究顯示良好的內部和外部關係品質能夠促進當地永續發展和員工福祉，並為企業帶來額外的財務效益。COVID-19大流行等特殊情景凸顯出社會支柱的重要性，弱勢群體在這種情景下往往承受更大的壓力。
但因對社會支柱的評估尚無共識，導致監管框架內部存在差距。評級機構並未使用相同的指標，導致不同的評估間有很大差異。另外就是社會責任支柱很難衡量，因為它依賴於社會面，經驗上有其限度，且難以量化，例如福祉、歧視等概念，需要深入理解和詳細分析。評估社會支柱的實際影響非常困難。

#### 治理支柱
公司領導、內部控制、審計、董事會多元化和組成架構、策略和政策都包含在治理支柱之下。關於治理，人們發現企業的財務績效受到其決策機構的影響。例如性別多元化改善企業社會責任（CSR），減少企業的缺乏責任作為，進而提高業務績效。公司董事會規模與管理經驗，與其財務表現密切相關。CSR描述公司為確保其營運在符合道德規範所採的永續策略。而ESG用於評估組織的整體永續性，是種衡量工具。
使用ESG標準對企業獲利能力和動量指標進行的早期研究，發現治理支柱提供可觀的投資組合回報。就整個樣本觀察時，環境和治理指標對投資組合波動性產生相當大的負面影響，但對投資組合回報增長則產生有利影響，與一些研究結果一致。根據這些國家的說法，某些指標的重要性不如其他指標，而對開發中國家，最終貢獻ESG績效的指標之一是治理。值得注意的是治理分數（以及社會分數）是主觀衡量標準，更有可能被操縱以提高ESG績效。這兩個支柱也更容易受到漂綠措施的影響。

#### 環境支柱
ESG的環境支柱透過考慮碳足跡、污染水平、資源管理、對化石燃料依賴以及應對氣候變化的措施等因素來評估產業如何對環境產生影響。處理這些問題對於公司的長期財務穩定有重要的影響。投資者發現環保活動可提供的機會，會帶來環保商品和服務的競爭優勢。這類範例包括使用再生能源、節約資源、減少污染和減少碳足跡。雖然ESG已受到關注，但在實施，以減少行業碳排放方面的研究工作仍然不足。
經合組織（OECD）最近採不同的環境評分法對ESG進行評估。將如此得到的環境支柱得分與ESG總得分進行比較時，發現同時有高相關性和低相關性的部分。原因為評級機構使用不同的ESG衡量標準，並且對環境問題給予不同的權重。經合組織的研究有讓人驚訝的結果。首先是透過分析二氧化碳和其他溫室氣體（二氧化碳當量）排放量、產生的廢棄物總量、能源利用總量和用水總量等因素，結果顯示總體環境支柱得分較高並不全然與較低的環境影響相關。而意料之外的是總體環境支柱得分與二氧化碳總排放量呈正相關。其次，有兩家評級機構的報告稱ESG排名最高的公司，其二氧化碳排放量通常會更高。同樣的，不同的評級機構會為產生更多危險和無害廢物的組織給予較高的環境支柱分數。此外，補償措施也會增強監管壓力，而降低企業污染排放的影響。表示環境績效升高是透過治理機制和監管壓力的結合，導致自我監管後的結果。
因此擁有高ESG分數似乎並不全然對環境產生積極且可衡量的影響，但會帶來更多的財務激勵：更高的利潤和更大的市場佔比。

### 公司业绩的影响
公司的财务表现代表其整体财务健康状况，即用来验证公司的可行性和增长潜力。Susen和Etter在2024年进行的一项研究显示，较高的ESG表现水平（称为ESG Tilt）以及ESG表现的变化（ESG Momentum）与S&P 500公司员工满意度的提高有正相关关系，这种关系受到组织公正感和未来奖励期望的中介作用。这些无形因素被认为是ESG表现与公司财务结果之间的“缺失环节”。
其他研究表明，将ESG标准融入产品对公司业绩有影响。根据Fried、Bush和Bassen于2015年进行的一项研究，在90%的案例中，ESG表现和财务表现之间存在正相关关系，这一正相关关系可以通过降低风险暴露来解释。ESG标准的整合有助于减轻潜在的ESG相关风险。例如，遵守环境标准可以避免可能影响财务状况的某些制裁。另一项研究也指出了同样的方向，认为发布可持续性报告可以提高财务业绩，改善公司声誉，并为公司创造显著的竞争优势。此外，这种披露与股本回报率呈正相关关系。
采用ESG标准的公司通常更有可能产生更高的利润，因为投资者更倾向于选择更加生态友好和可持续的产品。这些投资者在投资决策中越来越重视这些准则。换句话说，整合ESG政策的目的是对财务业绩产生积极影响，从而覆盖其带来的成本。
尽管包含ESG标准和财务业绩之间存在正相关关系，但这并不意味着公司的主要目标是承担社会和环境责任。根据弗里德曼（1962年）的说法，“公司的主要目标是增加股东的财富”。此外，ESG热潮为许多企业投资者提供了赚钱的机会。仍然没有普遍的标准来评估基金是否符合ESG标准。投资者依赖评级进行投资，但这些评级并不总是反映出ESG表现的完整图景，因为它们基于公司本身提供的不完整数据。良好的ESG表现吸引并保留投资者。最后，尽管许多研究显示出良好的ESG表现与财务业绩之间的正向关系，但其他研究证明，量化公司社会表现改善对财务的实际影响是困难的。
为ESG问题分配精确的货币价值被证明是复杂的，甚至是艰巨的。现有的定量模型和ESG评级并不总能充分捕捉这些价值，使得它们难以融入基于短期财务数据的投资决策中。
最初，研究集中在企业社会责任（CSR）对财务业绩的影响上，使用了例如资本资产定价模型（CAPM）等模型。早期的研究（如1978年Alexander和Buchholz的研究）未能发现社会责任行动与股票市场回报之间的显著关系。后续研究（如1984年Cochran和Wood的研究、1985年Aupperle、Carroll和Hatfield的研究以及1994年Blackburn、Doran和Shrader的研究）尽管方法不同，但均证实了ESG与企业财务表现之间缺乏相关性。
即使研究试图专门衡量与CSR相关的业绩，例如Aupperle、Carroll和Hatfield在1985年通过使用风险调整后盈利指标的研究，也得出了类似结论：CSR与公司盈利之间没有显著关系。

### ESG与公司评估之间的关系
许多研究质疑增加对ESG标准的投资是否始终有助于公司价值。一些研究人员认为，对ESG项目的过度投资或过度控制不仅可能无效，还可能对公司评估产生适得其反的效果。在某些情况下，公司对ESG的过度投资或投资者的过度控制可能会限制预期的收益。
在此背景下，研究表明ESG成果与公司评估之间的关系可能是非线性的，呈现出类似于倒U型的多项式特征。这表明存在一个ESG投资的最佳水平，在此水平上公司评估的收益达到最大化，超过该水平后可能出现递减的回报甚至负面影响。

## 盡責投資
社會、環境和公司治理這三個領域與盡責投資（RI）的概念密切相關。 RI最初是個利基投資領域，目的在滿足那些希望投資，但又符合道德規範的人。這類投資近年來在投資市場中的佔比已大幅提高。迄2020年6月，流入美國投資於永續基金的資金已達到209億美元，幾乎與2019年全年的214億美元持平。到2020年底，流入美國永續基金的資金超過510億美元。同年年底，全球永續基金所持有的資產有1.65兆美元。
利害相關者可運用公司ESG報告來評估與這些組織相關的重大永續發展風險和機會。除評估組織的重大風險之外，投資人還可使用ESG數據評估企業價值。基本上，一些投資者正在開發工具來追蹤企業在ESG方面的行為。他們相信，妥善處理這些問題 (識別、評估和管理) 的公司，長期而言即使將風險考慮在內，也很可能會有較好的獲利能力。

### 投資策略
盡責投資（RI）透過幾種方法控制其投資的配置：
- 積極選擇；投資人主動選擇投資對象，可透過遵循一組定義的ESG標準或選擇優秀的ESG合規公司中最佳者來完成。
- 行動主義：股東進行策略性投票以支持特定議題，或實現公司治理的變革。
- 積極參與：投資基金監控所有投資組合公司的ESG績效，並與每家公司進行建設性的對話，以確保進展。[95]
- 諮詢角色：較大的機構投資者和股東往往能夠參與所謂的"寧靜外交"，與組織高層管理人員定期舉行會議，以交換信息並充當風險和戰略或治理問題的預警系統。[96]
- 排除：根據ESG特定標準，將某些行業或公司排除在投資考慮範圍之外。
- 整合：將ESG風險和機會納入傳統的股權價值財務分析中。

### 機構投資者
現代投資市場的特色之一是公司與其股權投資者之間關係的差異。機構投資者已成為主要力量 - 美國的比例從1981年的35%上升到2002年的58%，英國的比例從1963年的42%上升到2004年的84.7%，機構投資者傾向採長期投資策略。個人投資者會較注重短期收益，具有長期支付義務的保險公司、共同基金和退休基金等對其投資標的的長期永續性會更感興趣。如果退休基金受《美國受雇者退休所得安全法案（ERISA）》的規範，其投資主要應考慮經濟收益，法律對考慮非經濟因素的影響設有限制。
基於處理ESG問題將可保護和提高投資組合回報的信念，盡責投資正迅速成為機構投資者的主流關注。截至2016年底，歐洲和亞太地區超過三分之一的機構投資者（通常稱為有限合夥人，limited partners（LP））表示，考慮ESG因素而在拒絕投資私募股權基金方面發揮主要作用，而在北美洲的機構投資者有五分之一也抱持同樣的看法。私募股權和其他行業交易協會為回應投資者對ESG的興趣，已制定許多ESG最佳實踐，包括供私募基金經理和其他資產經理在投資投資組合公司之前使用盡責查證問卷。
轉往納入ESG考量的投資於2019年下半年明顯加速。同期間"永續發展目標驅動投資"的概念在退休基金、主權財富基金和資產管理公司中更進一步紮根，特別是世界退休金理事會（The World Pensions council）等組織於2019年8月26日在法國南部比亞希茲舉行的七大工業國組織退休金圓桌會議，以及於2019年8月19日在華盛頓哥倫比亞特區舉行的企業圓桌會議之後。
致力於遏制氣候變化的機構投資者網絡已經出現，這類機構投資者願意對氣候行動目標負責。其中一例是氣候變化機構投資者組織（Institutional Investors Group on Climate Change），此組織希望能在2030年實現淨零排放方面達到重大進展。這些網絡還設計投資框架以"評估"企業淨零排放的進展，其中有一氣候行動100+（Climate Action 100+）框架，是一系列用於評估溫室氣體排放大戶的標準。

### 盡責投資原則
盡責投資原則 (PRI) 倡議由聯合國環境規劃署金融倡議組織和聯合國全球盟約於2005制定，作為改善投資過程中ESG議題分析並幫助企業行使盡責所有權的框架做法。截至2019年4月，PRI的簽署者已超過2,350個。

### 赤道原則
赤道原則是金融機構採用的風險管理框架，用於確定、評估和管理專案融資中的環境和社會風險。它的主要目的是提供盡職查證的最低標準，以支持盡責風險決策。截至2019年10月已有37個國家的97家金融機構正式採用赤道原則，佔新興市場和已開發市場國際項目融資債務的大部分。赤道原則金融機構 (EPFI) 承諾不會對不願或無法遵守各自社會和環境政策和程序的項目提供貸款。
赤道原則於2003年6月4日在華盛頓哥倫比亞特區正式推出，以國際金融公司制定的既有環境和社會政策架構為基礎。這些標準隨後被定期更新，成為通常提起的國際金融公司關於社會和環境永續性的績效標準以及世界銀行集團環境、健康和安全準則（World Bank Group Environmental, Health, and Safety Guidelines）。

### 對公司績效的影響
公司的財務表現代表其整體財務健康狀況，換句話說，它用於驗證公司的生存能力和成長潛力。
將ESG標準融入產品會對公司績效產生影響。根據研究人員Fried、Bush與Bassen於2015年發表的一篇研究報告，ESG績效與財務績效之間存在正相關關係，這一點已在90%的案例中得到證實。這種積極的聯繫可用減少風險暴露來解釋。融入ESG標準可減輕潛在的ESG相關風險。例如遵守環境標準可避免某些影響財務的制裁。另一項研究報告也指出同樣的方向，稱發佈永續發展報告可提高財務績效和聲譽，並為公司創造顯著的競爭優勢。此外，此類揭露與股本報酬率呈正相關。
採用ESG標準的公司通常會產生較高的利潤，因為消費者更傾向於購買環保和永續的產品。因此可對財務績效產生正面影響，得以彌補其產生的額外成本。
對然納入ESG標準與財務績效之間存在正相關關係，但並不表示公司的首要目標是對社會和環境負責。根據傅利曼（1962年）的說法，"公司的主要目標是增加利害相關者的財富"。炒作ESG題材對許多企業投資者來說也是一個賺錢的好機會。目前尚無通用標準來評估基金是否符合ESG要求。投資者依靠評級進行投資，但這些評級並不全然能反映ESG績效，有些可能是基於公司本身提供的不完整數據。良好的ESG表現能吸引並留住投資者。最後，雖然許多研究表明良好的ESG績效與財務績效之間存在正相關關係，但有其他研究證明很難將公司因社會績效改善，對財務產生影響方面予以量化。
事實證明為ESG問題給予精確的貨幣價值，即使不困難，也會很複雜。定量模型和既定的ESG評級並無法充分展現這些價值，更難於將其納入短期財務的投資決策中。
最初的研究重點是企業社會責任對財務績效的影響，採用的是資本資產定價模型（CAPM）等模型。早期的研究，例如研究人員Alexander和Buchholz在1978年所做的，發現社會責任行為與股市回報之間無顯著關聯。隨後的研究，例如Cochran和Wood於1984年進行的，Aupperle、Carroll和Hatfield於1985年進行的，以及Blackburn、Doran和Shrader於1994年進行的，雖然各項研究所採的方法論不同，但都證實ESG與企業財務績效之間缺乏相關性。
即使研究是嘗試專門衡量企業社會責任的績效，例如Aupperle、Carroll和Hatfield在1985年使用風險調整資本報酬指標進行研究，也得到類似的結論：企業社會責任與企業盈利能力之間不存在顯著關係。 

## 舉例

### 英國
根據英國金融服務公司Finder UK所做的一項全國代表性調查，超過一半 (57%) 的英國投資者持有道德投資。Z世代是最有可能進行道德投資的一代，66%的受訪者聲稱對ESG投資感興趣。研究發現嬰兒潮世代最不可能考慮道德投資，其中只有11%計劃進行此類投資。

### 盧森堡
雖然將ESG考量納入投資決策已取得進展，但全球各產業仍需要採取更多行動。永續金融成為金融領域的關鍵，ESG不僅是一種選擇，而且是實現公正、永續和包容性未來的必要條件。
盧森堡是這項轉變的典範，ESG基金的資產已達到2.8兆歐元，約佔全國可轉讓集體投資工具資產管理規模的67.3%。這些基金中的大多數（59.1%）採用排除策略（例如武器、菸葉和化石能源等行業），與盡責投資趨勢保持一致。值得注意的是，這類基金專注於同類最佳和永續發展目標等群組，強調它們的重要性。
然而在盧森堡的機構與格拉斯哥淨零金融聯盟、 碳核算金融聯盟(Partnership for Carbon Accounting Financials,PCAF）和科學基礎減量目標倡議 （SBTi）等氣候倡議的協調程度有限，因此有敦促各部門更廣泛採用該等倡議以促進永續性的呼籲。盧森堡交易所在推動永續發展方面發揮有關鍵作用。它們為新上市者創造機會，同時也防止漂綠行為。盧森堡交易所將業務擴展到綠色債券以外的社會和永續債券領域，反映出人們對協調環境和社會目標的興趣日益濃厚。雖然盧森堡在主權ESG評分方面表現出色，但其企業評的級卻不算出色，尤其是在減排方面。這種評級差異會影響投資人的意願。 

## ESG評級機構
ESG評級機構是此類投資的主要訊息中介。 Sustainalytics估計，這個產業中於2018年獲得ESG評級的公司數量超過600家。
ESG評級公司市場正呈現集中化趨勢。例如到2017年，數據整合公司晨星公司收購Sustainalytics40%的股份。隨後，評級機構穆迪於2019年收購歐洲ESG評級機構的領導者Vigeo Eiris。機構股東服務公司（ISS）收購德國的Oekom，而S&PGlobal收購RobecoSAM的ESG評級業務。市場結構分成一邊是少數非常大的非歐盟公司，另一邊是眾多較小的歐盟公司。
在此高度集中的生態系統中，如MSCI等少數的大型指數提供者在制定普遍接受的永續金融標準方面具有關鍵作用。
至於按成立目的而對ESG評級機構作分類，可分為兩類。首先是ESG風險評級機構（例如MSCI、Sustainalytics、標準普爾、富時羅素），它們的目的是衡量公司面臨ESG風險的程度（即對公司的負面外部性影響），而非針對ESG三個方面採取具體行動。其次是ESG影響評級機構（例如路孚特、穆迪、ECPI Group、Sensefolio Ltd.、Inrate AG）衡量公司對ESG各項因素的承諾、整合和結果，即對外在社會的影響。
這種分類有助於理解ESG評級在面對這三個因素所面臨的巨大挑戰。事實上是得分較高的公司並不一定表示它具有強大的環境、社會和治理的影響，而只表示其面臨的ESG風險會較低。
資產管理公司和其他金融機構越來越依賴ESG評級機構來評估、衡量和比較公司的ESG績效。而最近，《新聞週刊》雜誌等出版物使用Statista等市場研究公司提供的ESG資料來評估一個國家/地區最盡責的組織。
MSCI等數據提供者已應用人工智慧來評估公司及其對ESG的承諾。每個評級機構都使用自己的一套指標來衡量ESG合規水平，目前還沒有一套行業的通用標準。

## 揭露與監管
全球由ESG定義的投資市場於21世紀的前十年中已有成長。世界上大多數大銀行不僅設有專門盡責投資的部門和部門，而且專門提供環境、社會和治理相關投資建議和諮詢的專業公司也在激增。根據定義，ESG資料屬於定性，而非金融性，而且不容易用貨幣來量化。投資市場長期以來一直與無形資產打交道，其中如商譽已被廣泛認為對公司價值有貢獻。但ESG這種無形資產不僅高度主觀，而且特別難以量化，更重要的是難以驗證。由於缺乏明確的標準和透明的監督，人們擔心ESG聲明主要用於服務漂綠和公司的公共關係目的，同時將人們對改善環境和社會的更實質性行動的注意力分散掉。
ESG領域的主要問題之一是揭露。商業活動產生的環境風險對空氣、土地、水資源、生態系統和人類健康有實際或潛在的負面影響。雖說公司的財務數字可經由外部核實，在最近發生的一系列財務醜聞之後，公司會計制度越來越聲名狼藉。論及ESG，目前的做法是讓公司自行提供數據和揭露資訊。這些數據很少經過外部驗證，而且檢驗環境和社會領域缺乏通用的標準和法規，表示此類數據大體上是主觀的。
針對這種ESG數據固有的主觀性被提出的解決方案之一是制定普遍接受的ESG因素衡量標準。 ISO（國際標準化組織）等組織為所涵蓋的許多領域提供經過深入研究和廣泛接受的標準。
公司治理方面的監管和標準化程度較高，因為該領域的歷史較長。倫敦證券交易所和財務報告委員會於1992年指示撰寫吉百利報告，負責調查倫敦市發生的一系列治理醜聞，例如國際商業信貸銀行、勃利·派克和羅伯特·麥克斯韋的影響領域公司的破產。報告的結論於2003年被編入《公司治理綜合準則》，該準則已被金融界廣泛接受作為良好治理實踐的基準。
主持財富管理公司JAR Capital的弗朗西斯·梅納薩（Francis Menassa。JAR Capital因債務問題已被法院下令停止營運）在接受雅虎！財務訪問時表示"歐盟發佈的2014年非財務報告指令將適用於每個國家，要求大公司披露非財務和多元化資訊。這也包括提供有關它們如何營運和管理社會和環境挑戰。目的是幫助投資者、消費者、政策制定者和其他利益相關者評估大公司的非財務績效。這項指令最終是鼓勵歐洲公司制定盡責的商業做法。"
關於ESG揭露可靠性的關鍵領域之一是為公司建立可信賴的ESG績效評級。全球金融市場競相提供ESG相關評級指數，道瓊永續發展指數、富時社會責任指數（由倫敦證券交易所和金融時報共同擁有）、彭博ESG數據（Bloomberg ESG data）、MSCI ESG指數（MSCI ESG Indices）與GRESB基準（GRESB benchmarks）。
歐洲監管機構已推出具體規則來應對漂綠問題。其中包括歐盟執行委員會永續金融行動計畫中提出的一批立法措施。
美國證券交易委員會（SEC）於2021年3月宣布與ESG揭露相關的監管合規性審查將是該機構2021年的重點領域。同月，美國勞工部僱員福利保障管理局(EBSA) 宣布將審查，且不再執行川普政府根據《美國受雇者退休所得安全法案》(ERISA) 制定的關於代理投票受託人的最終規則所頒佈的行政命令（即401(k) 投資中僅考慮金錢利益，不考慮ESG因素）。SEC主席加里·根斯勒於2021年9月在歐洲議會經濟和貨幣事務委員會視訊會議上發表講話時表示，SEC正在為ESG投資基金的新披露要求準備建議。EBSA於2021年10月提議推翻川普政府關於ERISA受託人對401(k)s 的ESG投資進行代理投票的最終規則。
SEC於2021年11月廢除川普政府於2017年發佈的一項規定，該規定允許公司經理在年度委託書中排除股東提出的ESG提案（參見股東會民主）。SEC於2022年5月提議對ESG投資基金資格進行兩項規則修改，以防止漂綠行銷行為，並提高實現ESG影響的揭露要求。SEC於2022年10月宣布將重新公開徵求意見。EBSA於2022年11月宣布一項最終規則，在考慮401(k)s的ESG投資時，取消川普政府對ERISA下代理投票中受託人僅規定金錢利益的要求。美國總統喬·拜登於2023年3月在其政府的首次否決行動中將第118屆美國國會通過的黨派路線投票法案（試圖推翻先前確定的ESG投資EBSA ERISA 401(k) 信託代理投票規則）否決。

### 報告
組織根據ESG報告要求，必須提供財務和非財務來源的數據，以表明它們符合永續發展會計準則委員會、全球報告倡議和氣候相關財務揭露工作小組等機構的標準。這些數據也供評級機構和股東索取。
ESG報告是公司分享有關其對環境、社會的影響及其治理方式的資訊。這種報告通常是由公司出於自願而進行，以公開並與包括投資者在內的利害相關者分享重要資訊。
然而在某些地區，有一些規定要求特定類型的公司必須製作ESG報告。例如在印度，有一項名為BRSR（Business Responsibility and Sustainability Reporting，商業責任和永續發展報告）的監管要求，要求在證券交易所市值排名前1,000的公司必須提供，以確保其永續性和盡責實踐的透明度和揭露。

### 訴訟與監督
由在美國肯塔基州營業的150家銀行組成的肯塔基州銀行協會正起訴肯塔基州總檢察長丹尼爾·卡麥隆，指控其調查銀行的ESG措施，例如應對氣候變化的承諾。肯塔基州銀行協會於2022年11月在富蘭克林巡迴法院（Franklin Circuit Court）起訴卡麥隆。協會表示卡麥隆逾越法律權限，展現"令人驚訝和不安的過度行為"，且無權要求銀行提供詳細信息，作為對會員銀行進行環境貸款行為調查的一部分，協會稱這是政府對私人企業的大規模干預。將會形成"一種無止境的國家監控系統"。
SEC也於2021年3月宣布成立一特別工作小組，對投資基金經理人和上市公司對ESG投資基金進行詐騙性行銷採執法訴訟。根據報導，由於DWS集團（德意志銀行的資產管理部門）前首席永續發展官向《華爾街日報》洩露內部電子郵件和公司演示文稿，其中顯示公司誇大其ESG投資力度，SEC和美國紐約東區檢察長於2021年8月開始調查。美國司法部於2021年12月告知德意志銀行，該銀行可能已違反當年1月簽訂的緩起訴協議，因為該銀行未能向檢察官通報其前首席永續發展官對DWS集團誇大其ESG投資力度所作的內部投訴。
德意志銀行於2022年3月同意將外部合規監察員的任期從2015年與司法部的和解處置延長至2023年2月，以處理其未能披露前首席永續發展官於2021年8月提出的內部ESG投訴的問題。根據報導，SEC於2022年6月正調查高盛的ESG投資基金是否有潛在的漂綠行為。高盛於2022年11月同意支付400萬美元，以了結SEC對該公司ESG基金漂綠的調查，但對SEC的指控未作解釋。SEC查核部於2023年2月宣布對ESG投資基金的監管將成為該機構在2023年的六項首要任務之一。

## 研究成果
根據紐約大學斯特恩永續商業中心（Stern Center for Sustainable Business） 於2021年發表的一份研究報告，該研究檢視1,000多項研究報告（於2015年至2020年期間發佈）。在公司營運績效方面有58%的研究顯示營運績效與ESG有正相關，13%顯示中性結果，21%顯示混合結果（正負相關混雜），而只有8%呈現負相關。但仍有"使用不同來源的資料，對不同公司給予不同形式的評分。"的複雜性。
蓋洛普（一間由輿論調查業務發展而成的全球績效管理咨詢公司）發現28%的美國員工強烈同意"我的組織對人類和地球產生正面影響"這種看法。
研究顯示此類無形資產在未來企業價值中所佔的比例會越來越高。
歐洲證券及市場管理局發布的一項研究報告也發現，"ESG通常隨著時間演進，會提高回報並降低其成本"。有項為時五年的分析顯示有ESG評分加權的股票基金普遍表現較佳：歐洲市場年平均報酬率成長1.59%、亞太市場成長1.02%，北美和全球市場成長0.13-0.17%。 
美國民意調查公司拉斯穆森報導於2023年報導，認為推動"多元化和環保"是企業最重要目標的美國人比例為9%。 69%的受訪者表示重點應放在"提供優質商品和服務"上，13%的受訪者表示重點應放在"增加利潤"上。普華永道所做的一項民意調查發現，"83%的消費者認為公司應該積極塑造ESG最佳實踐"，76%的消費者表示他們會"與那些以惡劣方式對待員工、社區和環境的公司斷絕關係。" 

## 對ESG的批評
將ESG標準納入投資決策日益引起金融市場的興趣。然而這種整合面臨幾個重大問題，成為採用和準確評估的重大障礙。ESG標準評估固有的複雜性、許多好處是否具有長期作用以及現有資訊缺乏透明度和標準化，都是將其全面融入金融領域的重大障礙。這些挑戰引發讓ESG標準和揭露正常化、標準化和更透明的改革，以便為有心的投資者提供更準確的評估和更好的決策。

### 漂綠
洗綠是種不誠實的行為，金融市場參與者偽稱永續發展，而冒著聲譽受損和潛在法律後果的風險。它可透過不同的形式來實現，例如雖有惡劣的環境管理，卻用正面的方式呈現，以博取投資者和客戶對公司的信任。金融對永續發展的關注日益增加，但缺乏監管使得漂綠行為有機會擴大。歐盟因此於2021年3月制定永續財務揭露法規2019/2088（Sustainable Finance Disclosure Regulation 2019/2088,SFDR），其中列出支持永續發展目標施行者的特徵和品質，以作分辨。此外，歐盟的2020/852分類法規用以處理漂綠問題，提供一標準化系統將歐盟金融產品分類。 導致漂綠的根源是缺乏有關環境和法律制裁的詳細規範，而讓有心者能夠假裝投資於ESG實踐，卻取得其他利益。

### 行銷工具
永續投資的格局隨著ESG標準出現而發生重大轉變。但此種快速發展引起人們對其會被廣泛作為行銷工具的擔憂。缺乏管理此類資訊溝通的監管標準，以及ESG評估未受監管，為利用ESG進行行銷創造出肥沃的土壤，而存在誤導投資者和基金經理人的風險，同時損害該工具的可信度和相關性。
此外，符合永續發展的ESG標準的工作被視為吸引具有社會意識的消費者、員工和投資者的手段。而從本質上講，ESG實踐不再符合其原有的永續發展目標，而是成為吸引投資者以增加利潤的行銷工具。雖然一些研究認為更嚴格的法規可能會過時，但必須重新考慮和規範ESG的使用，以恢復其可信度，和在促進盡責和永續發展方面的重要作用。

### 長期願景相對於短期願景
ESG的投資面臨的另一重要挑戰在於金融市場的短期需求與ESG措施通常具有的長期利益之間的衝突。這種不平衡給評估投資和確保正確考慮ESG問題帶來重大難度。其中一個主要問題是公司管理者、投資者和分析師過度關注短期的季度業績，往往忽略長期價值創造。
財務激勵和組織文化是推動這種強調短期願景的結構性因素。然而ESG通常對中長期財務表現有較為顯著的影響，因此很難在短期預期的背景下能理解它們。ESG投資的長期與短期議題主要體現在兩個關鍵點：報酬的暫時性與投資人預期的差異。
ESG投資通常涉及公司營運的根本性變化，例如永續技術的整合或人力資源管理的重新配置。這些轉變需要時間才能實現，而且並不全然能立即產生經濟效益，而讓它們對短期投資者的吸引力降低。其次是傳統投資者對快速回報的期望往往與ESG投資通常僅能產生長期利益和優勢的現實衝突。這種分歧造成短期財務目標和長期永續發展要求之間的緊張關係。
對此現象的一個重要批評是金融市場關注季度業績，不鼓勵以長期為導向的決策。這種方法可能會導致低估與不可持續的長期實踐相關的風險，而損害企業的永續性和責任。為解決這個問題，一些參與者主張改革金融體系，將ESG投資的長期評估做更好的整合。這可鼓勵企業採取更注重長期的策略，獎勵有利於社會和環境的永續和盡責措施。

### 缺乏透明度
對於尋求將ESG實踐納入財務決策的投資者來說，缺乏透明度和標準化仍是一個重大挑戰。相關且及時的資訊不足是正確考慮ESG問題的重大障礙。
雖然目前公司必須遵守ESG揭露要求，但此類報告並不一定與常規財務報表保持一致。這種時間上的差距使得將ESG資料整合到投資評估流程中變得複雜。

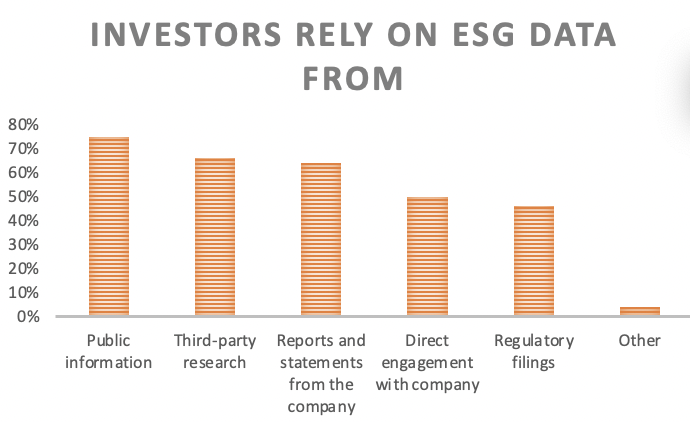
投資者取得投資對象的ESG數據來源。

歐盟是引入ESG要求的先驅，例如最初適用於大公司的歐洲非財務揭露和多元化指令（European Directive on Non-Financial Disclosures and Diversity）。最近，該指令的擬議修訂將其範圍擴大到所有大型上市公司。雖然監管方面取得進展，但在ESG投資仍有透明度不足的問題。與缺乏透明度相關的問題具有多面性，首先是缺乏明確的全球標準導致ESG報告間有差異。公司在選擇揭露標準方面有相當大的自訂空間，導致報告存在異質性，而讓不同組織間的ESG績效難以比較。此外，其所使用的指標間的差異使得人們很難了解實際的永續性和社會責任績效。
ESG報告間的此類變異和缺乏一致性導致投資者的困惑和不信任，而引發重大批評。投資者在缺乏統一標準和標準化報告的情況下，很難準確評估公司的ESG績效，投資決策所面臨的是基於不完整或誤導性資訊的風險。這可能為漂綠者打開方便之門，即企業美化其環境或社會實踐，使其顯得更負責任，但實際上卻未付諸實施。

## 參閱
- 環境影響評估
- 環境完全成本會計（英语：Environmental full-cost accounting）
- 美國10-k財報（英语：Form 10-K）
- 國際標準化組織
- 可持續金融（英语：Sustainable finance）
- 英國公司法
- 美國公司法（英语：US corporate law）
- 永續發展目標
- 赤道原則